# Havshagen

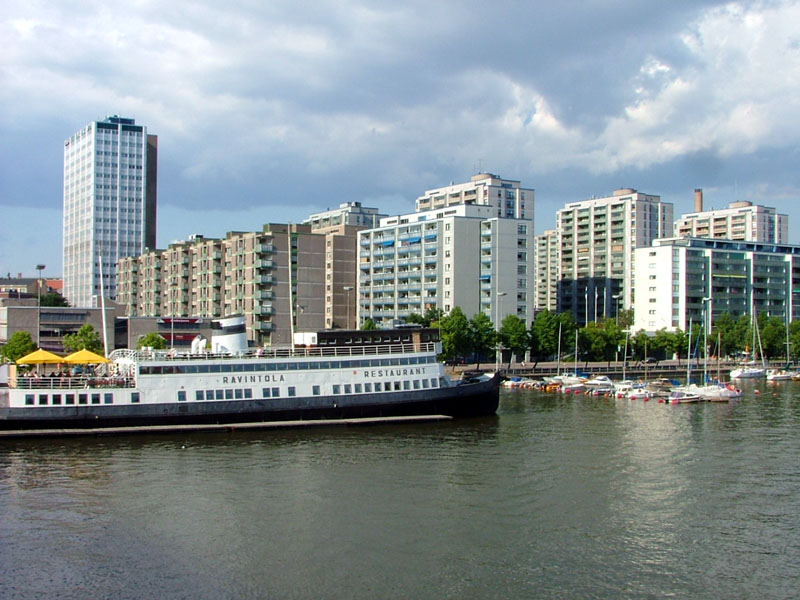
Havshagen, med restaurangfartyget Wäiski, 2005

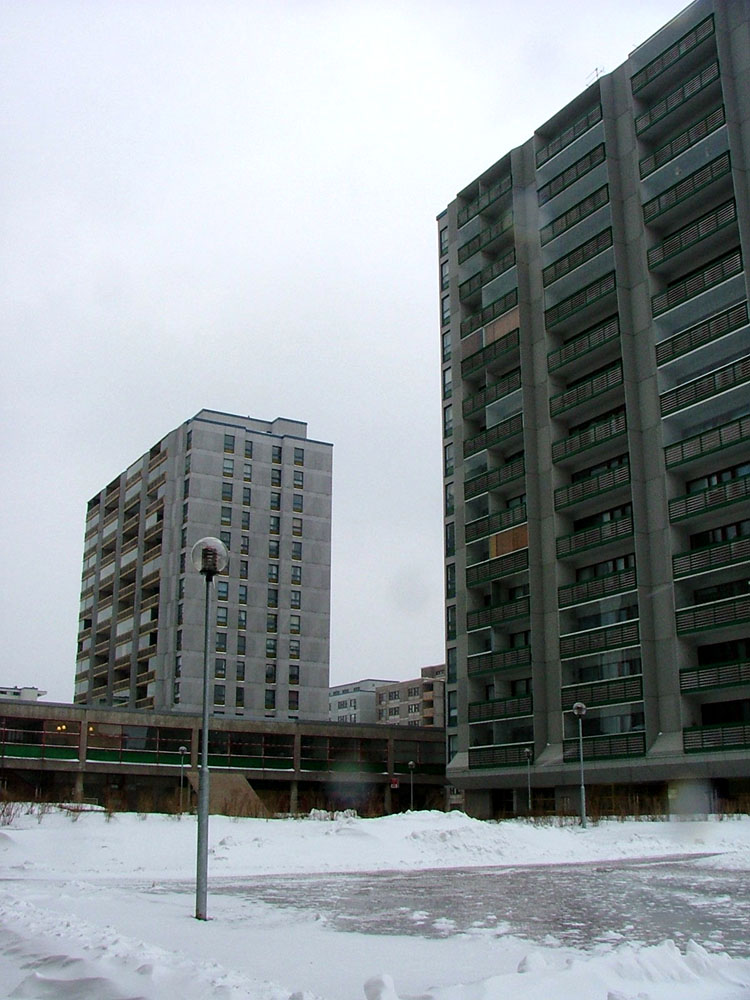
Bostadshus i Havshagen

Havshagen (finska: Merihaka), också kallad Havshagnäs, är en del av stadsdelen Sörnäs i Berghälls distrikt i Helsingfors. 
Havshagen byggdes åren 1973–1985 på ett rivet industriområde efter Maskin- och Brobyggnads ab. Enligt vissa källor har området fått sitt namn av Hagnäs, andra källor nämner byggbolaget Haka, som byggde området. Det bor cirka 2 300 människor i Havshagen.
Havshagen domineras av stadsplaneringsideal från 1960- och 1970-talen då man ansåg att fotgängarstråk och barnens lekplatser skulle separeras till ett plan ovanför biltrafiken och avskiljt från gatunätet. Därför byggdes ett betonglock mellan byggnaderna, liksom i Östra Böle, och tusen parkeringsplatser placerades under locket tillsammans med genomfartsgatan. Också i övrigt påminner den gråa betongarkitekturen mycket om Östra Böle. I dagens läge anses de separerade trafikarrangemangen vara komplicerade och opraktiska.
Trots att Havshagen allmänt betraktas som ful och oattraktiv, är bostadspriserna inte alltför låga i området. Detta beror på det centrala läget cirka en kilometer från Helsingfors centrum och på att många bostäder har en förträfflig havsutsikt.
Havshagens mest kända invånare var Kalevi Sorsa, Finlands statsminister 1972–1987 [när?]. Helsingfors skatteverk flyttade till Havshagen år 1974 och gångbron som går över Sörnäs strandväg började kallas för Suckarnas bro efter bron i Venedig. På 1980-talet exploderade en bomb utanför skatteverket, men ingen skadades. Numera har skatteverket flyttat till Myrbacka i Vanda stad. Tidningen City-lehti valde 2006 Havshagen till Helsingfors bästa område för parkour.

## Bildgalleri

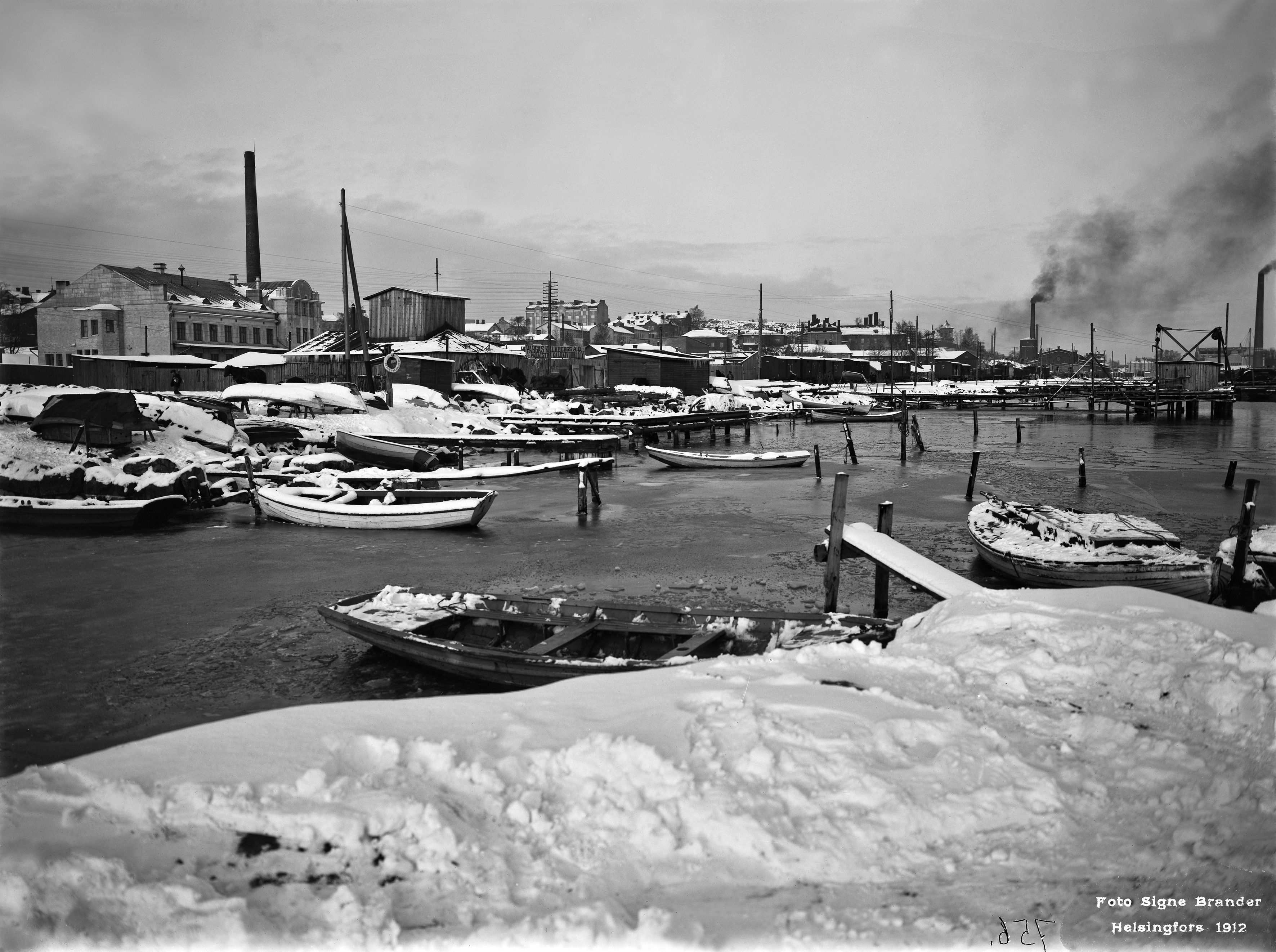
Industriområdet Sörnäs med Maskin- och Brobyggnads ab:s fabriksanläggning, 1912. Foto: Signe Brander